# Cheiroballistra

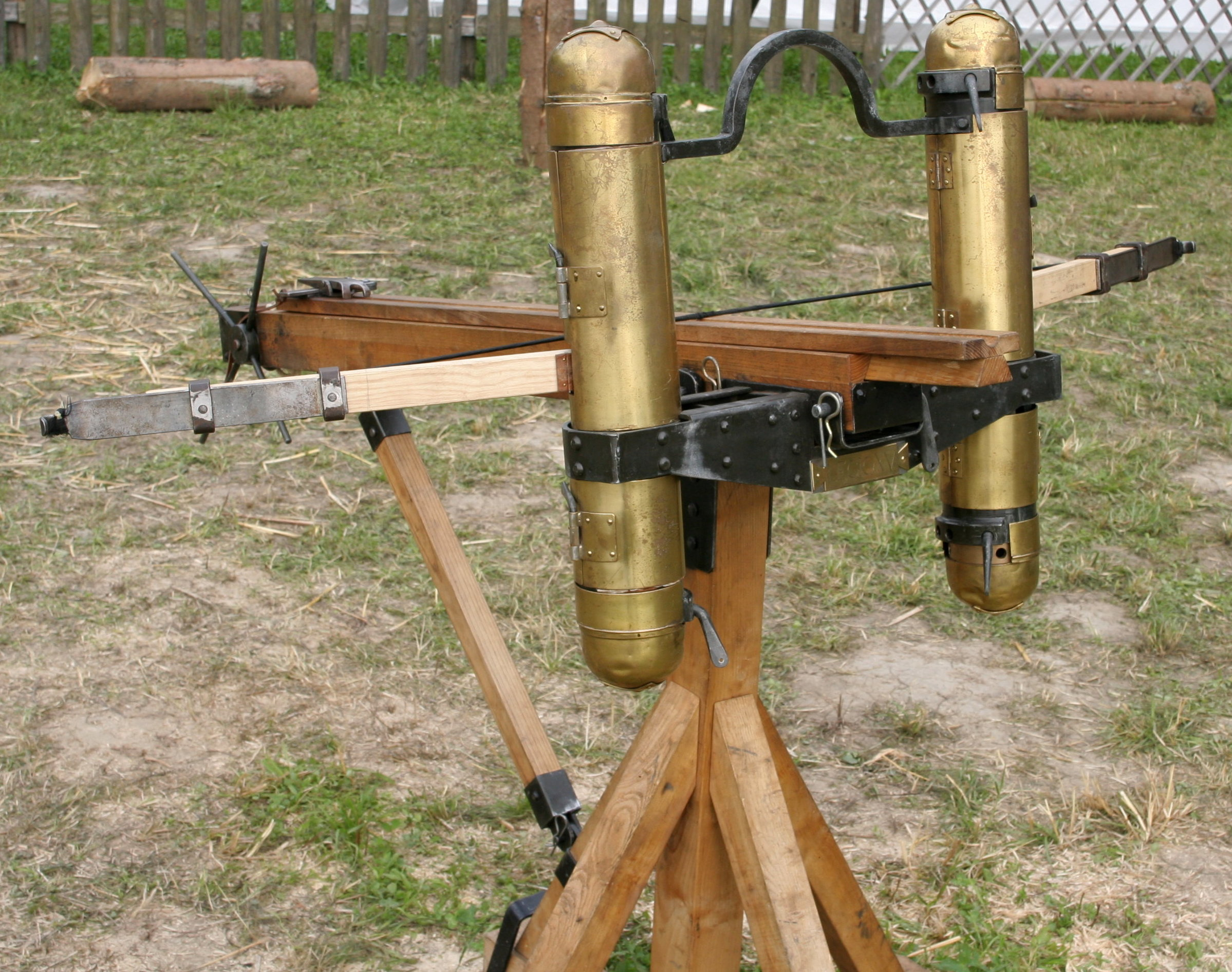
Replica van een cheiroballistra

De cheiroballistra (Grieks) of manuballista (Latijn) is een Romeins torsie-artilleriewapen (torsiegeschut). Een carroballista is hetzelfde wapen, maar dan gemonteerd op een voertuig. De cheiroballistra volgde in het Romeins leger de scorpio op.

## Geschiedenis

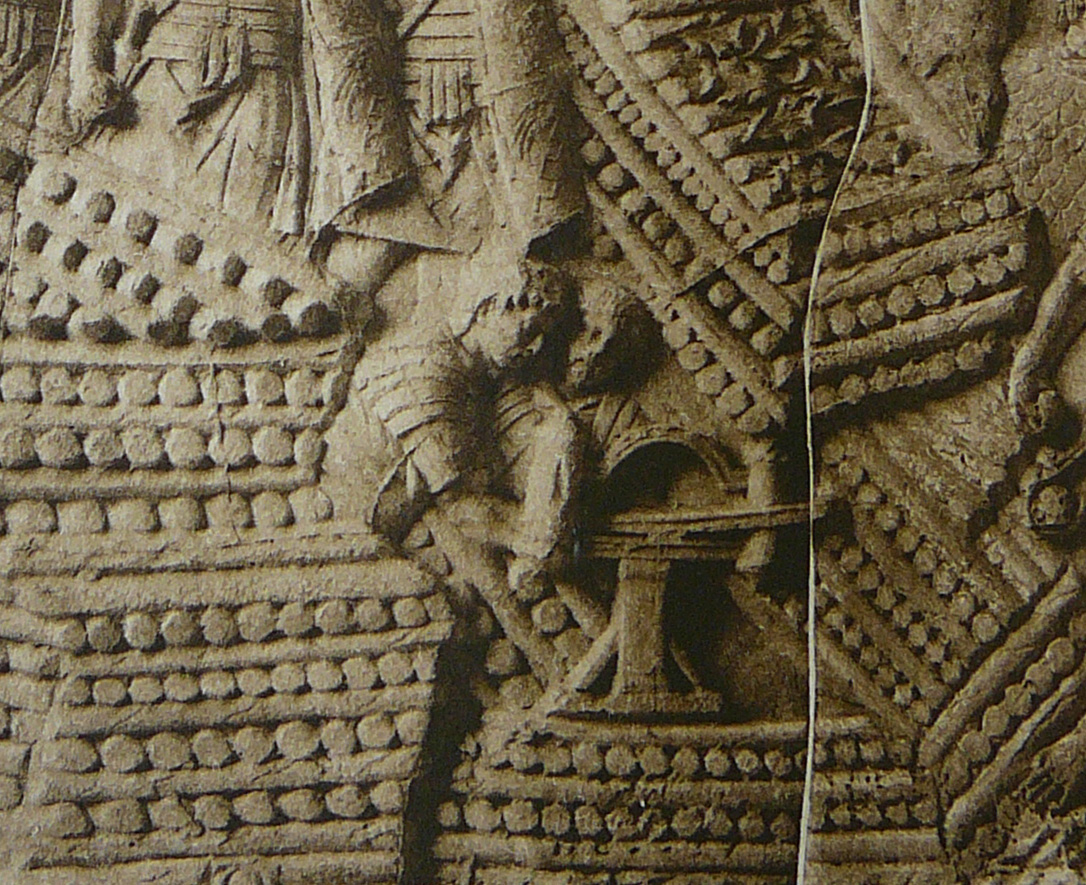
Een cheiroballistra afgebeeld op de zuil van Trajanus.

In de 1e eeuw beschreef Heron van Alexandrië in zijn Belopoeica (oorlogsmachines) de cheiroballistra. De cheiroballistra was ten tijde van keizer Trajanus reeds in gebruik; het wapen staat meermaals op de zuil van Trajanus in Rome afgebeeld.
In het Romeins leger werden de schutters van manuballistae en arcuballistae tragularii genoemd. Dit lijkt niet logisch, omdat een tragula een type speer is en een tragularius dus een speerwerper zou zijn, maar vroege ballista's schoten ook wel speren in plaats van pijlen of bouten af.
In het Romeinse castra Dierna (hedendaags Orsova in Roemenië) zijn metalen onderdelen van een cheiroballistra gevonden, waaronder verschillende veerhouders en de ijzeren steunbalk met typische boog, zoals afgebeeld op de zuil van Trajanus.

## Beschrijving
De eerder door de Romeinen gebruikte scorpio was een zeer accuraat en krachtig artilleriewapen maar het richten was problematisch vanwege het gesloten houten spanraam met slechts een kleine opening waar de pijl doorheen ging. De cheiroballistra heeft dit probleem niet: in tegenstelling tot de grotendeels houten scorpio heeft de cheiroballistra veel metalen onderdelen, die lang niet zo dik hoeven te zijn als houten delen om even sterk te zijn. De torsieveren staan ook verder uit elkaar, waardoor de schutter een groot zichtveld had. Dit herziene ontwerp van de ballista en scorpio was bovendien krachtiger dan eerdere modellen, omdat de armen in een grotere boog konden bewegen.
In plaats van een houten spanraam heeft de cheiroballistra een ijzeren beugel waarop de torsieveren worden vastgezet en ter versteviging een tweede beugel waarmee de veren aan de bovenzijde worden verbonden. Deze bovenste beugel heeft in het midden een boog voor een groter zichtveld. Mogelijk diende de boog tevens als richtmiddel, vergelijkbaar met de korrel van een handvuurwapen. Een bijkomend voordeel van deze constructie is dat het wapen eenvoudig te demonteren is zodat reparatie, vervoer en opslag veel eenvoudiger was dan bij ballistae en scorpiones.
De twee torsieveren zitten bij de cheiroballistra in een gesloten metalen behuizing. De veren bestaan uit windingen van pezen die boven en onder in de behuizingen over assen lopen. De katapultarmen steken in beide behuizingen midden tussen de windingen. Als de boogpees met de lier naar achter wordt getrokken brengt het torsiemoment van de getordeerde pezen de katapultarmen op spanning. De pijlen konden zonder moeite lichaamsbepantseringen als maliënkolders en de metalen beplating van het lorica segmentata doorboren en hadden een bereik van minstens 300 meter.

## Carroballista

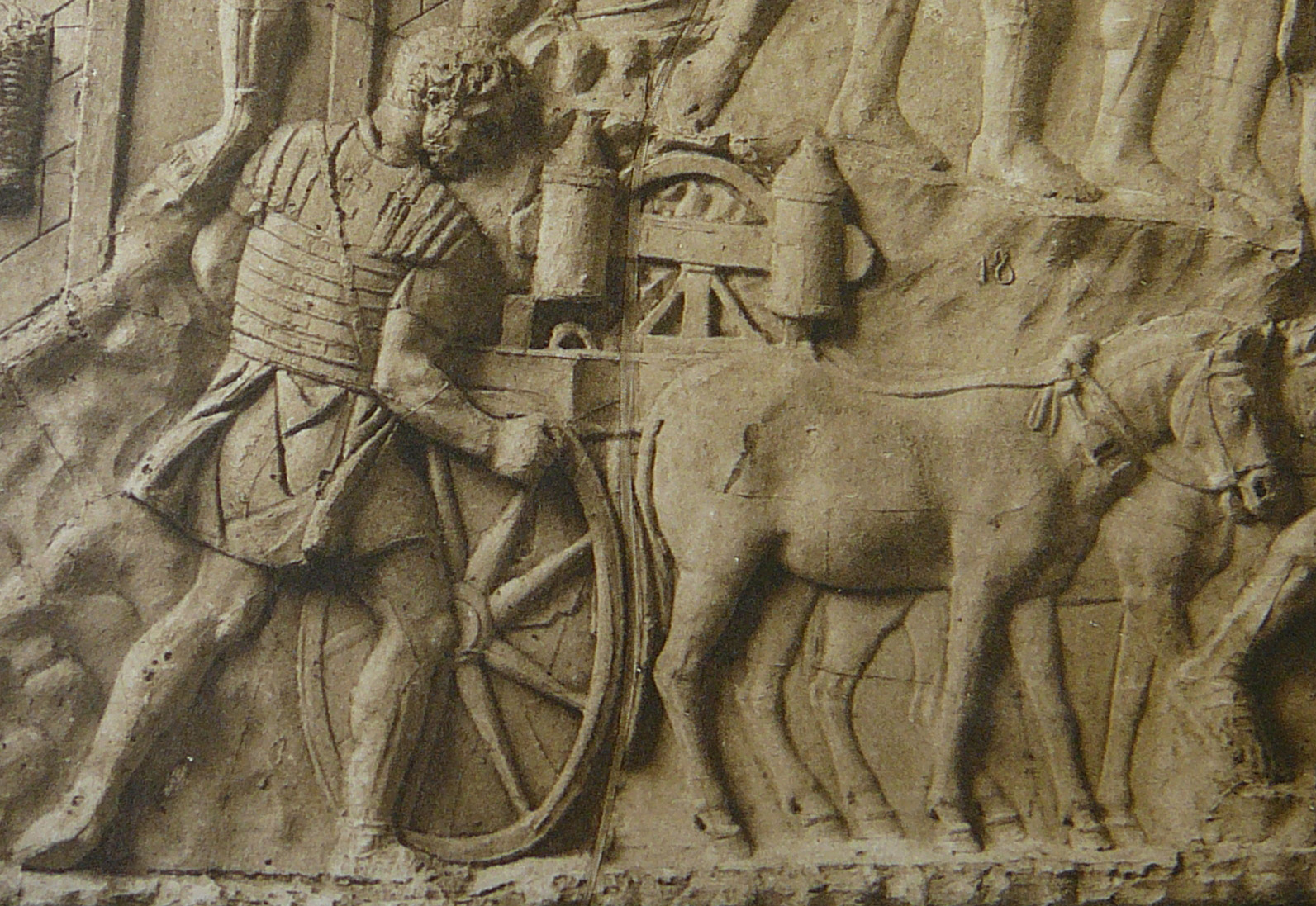
Een carroballista afgebeeld op de zuil van Trajanus.

Een carroballista is een scorpio of cheiroballistra, maar dan als mobiele versie gemonteerd op een kar. Volgens de Romeinse schrijver Vegetius had elke centurie in een legioen een carroballista. Een compleet legioen zou dan 60 carroballista's hebben. De carroballista staat evenals de cheiroballistra afgebeeld op de zuil van Trajanus.

## Etymologie
De term cheiroballistra is een verbinding van het Griekse χείρ (khéir) "hand" en het Latijnse "ballista", dat weer is afgeleid van het Griekse βαλλιστής (ballistḗs), van βάλλω (bállō) "werpen". Manuballista is de verlatijnste naam van de cheiroballistra.
De eerder genoemde scorpio en de gastraphetes (γαστραφέτης, "buikwerper"), een Oudgriekse voorloper van de kruisboog die tegen de buik werd aangespannen, worden soms foutief als manuballista aangeduid. Ook de arcuballista, van Latijn arcus, "boog" en ballista, een grote belegeringskruisboog met windas uit de middeleeuwen, en de arbalest, een draagbare variant van de arcuballista, worden soms foutief manuballista genoemd.